# Bosia (Piemont)
Bosia ist eine italienische Gemeinde in der Provinz Cuneo (CN), Region Piemont. Bosia ist Mitglied der Comunità montana Alta Langa e Langa delle Valli Bormida e Uzzone.

## Lage und Einwohner
Bosia liegt in der Alta Langa 73 Straßenkilometer nordöstlich von der Provinzhauptstadt Cuneo und etwa 63 km südöstlich von Turin am Oberlauf des Belbo, das an dieser Stelle eng und steil wird. Das Gemeindegebiet umfasst eine Fläche von 5,54 km² und hat 170 Einwohner (Stand 31. Dezember 2023).
Die Nachbargemeinden sind Borgomale, Castino, Cortemilia, Cravanzana, Lequio Berria und Torre Bormida.

## Geschichte

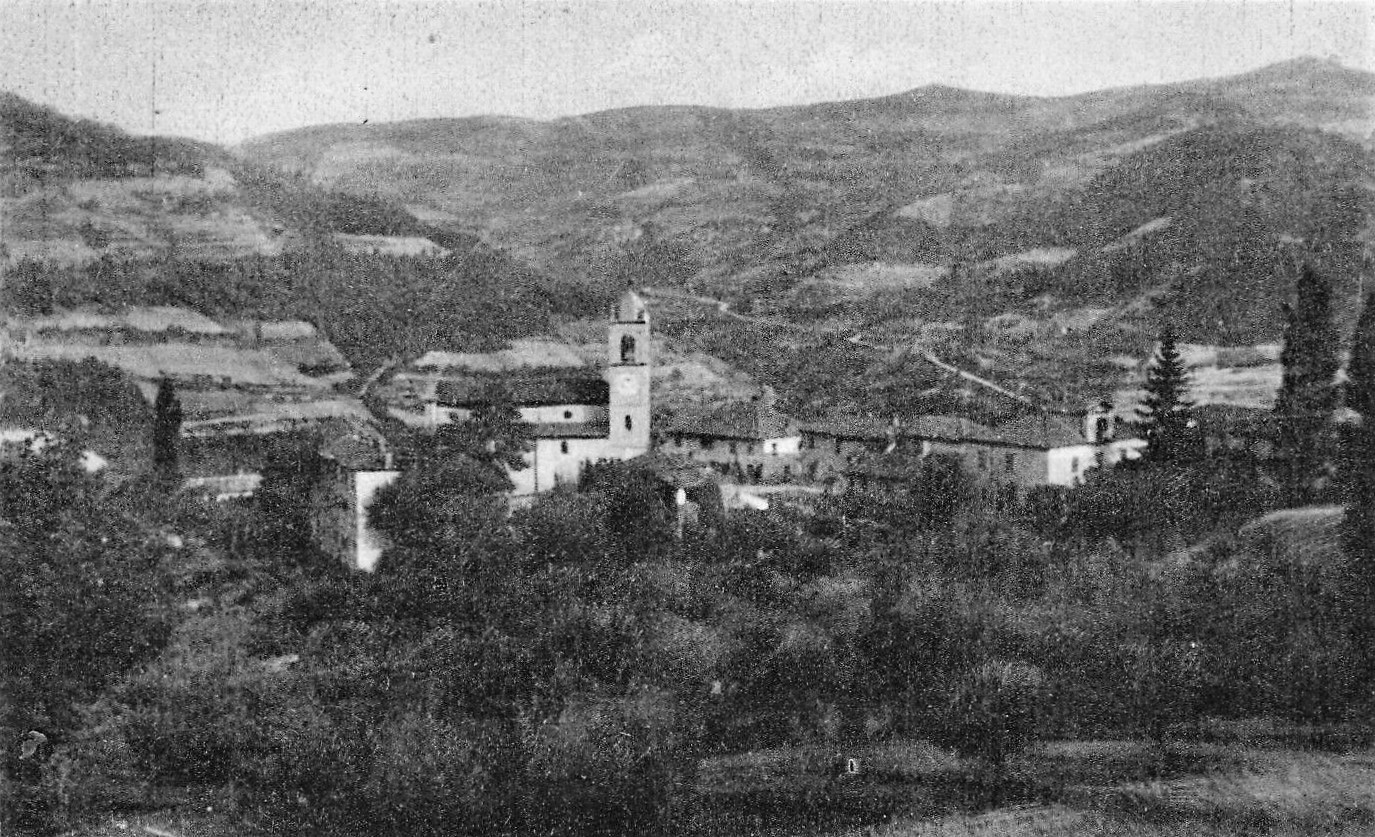
Historische Aufnahme von Bosia

In einem Dokument vom Ende des 12. Jahrhunderts wird der Ort als „Boxia“ erwähnt. Einigen Gelehrten zufolge soll er früher „Boseda“ genannt worden sein, ein Name, der auf einen Wald hindeutet. Der Ortsname sollte durch die Form SILVA BOXEA mit dem lateinischen BUXUS, „Buchsbaum“, verbunden sein.
Die Ursprünge von Bosia sind sehr alt und reichen wahrscheinlich bis in die vorrömische Zeit zurück, als sich ein Dorf mit denen Galliens zusammenschloss. Nach der römischen Eroberung erfuhr auch die Stadt, wie das gesamte Gebiet, eine Aufwertung, da sie sich auf dem optimalen Weg für die Truppen befand, die von Rom nach Gallien zogen und hier eigentliche Lager oder Stationen errichteten. Im Mittelalter wurde das Tal dank der Lehren der Religionsgemeinschaften, insbesondere der Benediktinermönche, und der Entwicklung des Handels aufgewertet und die Bevölkerung kulturell gehoben.
Das kleine Dorf im Belbo-Tal ist eine der Hauptstädte des elastischen Balls, der im „Pantalera“-Stil gespielt wird.

## Kulinarische Spezialitäten
In Bosia werden Reben für den Dolcetto d’Alba, einen Rotwein mit DOC Status angebaut. Die Beeren der Rebsorten Spätburgunder und/oder Chardonnay dürfen zum Schaumwein Alta Langa verarbeitet werden.  Wie in anderen Zentren der Region hat sich in den letzten Jahren neben dem Anbau der Haselnuss auch der Anbau der spanischen weißen Bohne sowie die Herstellung typischer Langhe-Käsesorten. Der bekannte, aus Kuh- und Schafmilche hergestellter, Rocchetta hat hier seinen Ursprung.